# IJsselmeer
L'IJsselmeer (pron. [ˈɛɪ̯səlˌmeːr]), o lago di Ĳssel, è un lago artificiale dei Paesi Bassi. Ha una superficie di 1100 km² ed è uno dei più grandi d'Europa. Profondo in media appena 5 metri, è separato dal Mare del Nord da una diga lunga 32 km chiamata Afsluitdijk, o Diga del Nord. L'IJsselmeer deve il suo nome al fiume IJssel che ne è tributario, ed è caratterizzato dal digramma IJ che in olandese è una lettera dell'alfabeto e si scrive tutto maiuscolo.
Fu creato nel 1932, quando lo Zuiderzee, il mare interno che allora bagnava le province del Flevoland, dell'Olanda Settentrionale e della Frisia, fu separato dal mare esterno per mezzo dell'Afsluitdijk. 
Gli anni successivi videro la bonifica di estesi tratti di terreno, trasformati in grandi polder nell'ambito dell'imponente progetto conosciuto come Zuiderzeewerken ("lavori dello Zuiderzee"). Uno di questi, il Markerwaard, prevedeva di occupare l'area della parte meridionale dell'IJsselmeer. In vista della realizzazione di tale polder fu costruita la diga Houtribdijk, o Markerwaarddijk, terminata nel 1976, che divide idrologicamente l'IJsselmeer in due. La parte meridionale prese il nome di Markermeer. Il Markerwaard però non fu mai realizzato, perché diversi paesi rivieraschi non desideravano perdere l'accesso diretto allo specchio d'acqua. 
IJsselmeer e Markermeer sono collegati da un canale, l'Hoge Vaart, che passa per Almere e attraversa il Flevopolder per tutta la sua lunghezza.